# Tentato colpo di stato in Corea del Sud del 2024
Il tentato colpo di stato in Corea del Sud del 2024 si verificò il 3 dicembre quando il presidente sudcoreano Yoon Suk-yeol dichiarò la legge marziale durante un discorso a tarda notte trasmesso in diretta sulla televisione YTN. In esso accusava il principale partito di opposizione del Paese, Partito Democratico di Corea, che detiene la maggioranza nell'Assemblea Nazionale, di simpatizzare con la Corea del Nord e di condurre "attività antistatali" e di collaborare con "le forze comuniste della Corea del Nord" per distruggere il Paese. La dichiarazione incontrò l'opposizione del Partito Democratico e dei leader del Partito del Potere Popolare (PPP) di Yoon e sfociò in proteste.
Ore dopo, successivamente ai tentativi delle forze di sicurezza di impedire il voto in aula, il 4 dicembre 2024 l'Assemblea nazionale ha approvato, 190 voti su 300, una mozione per revocare la legge. L'esercito ha dichiarato illegale il voto dell'Assemblea nazionale e si è schierato con Yoon.
Yoon ha poi revocato la legge marziale dopo una riunione di gabinetto alle 4:30 del 4 dicembre e il Comando della legge marziale è stato sciolto. Dopo la revoca della legge marziale, l'opposizione ha dichiarato che avrebbe avviato una procedura di impeachment contro Yoon se non si fosse dimesso.
Il 15 gennaio 2025 il presidente Yoon Suk-yeol è stato arrestato. Il 4 aprile 2025, la Corte costituzionale ha confermato l'impeachment parlamentare di Yoon Suk-yeol, confermando la sua immediata rimozione dalla carica di presidente.

## Antefatti

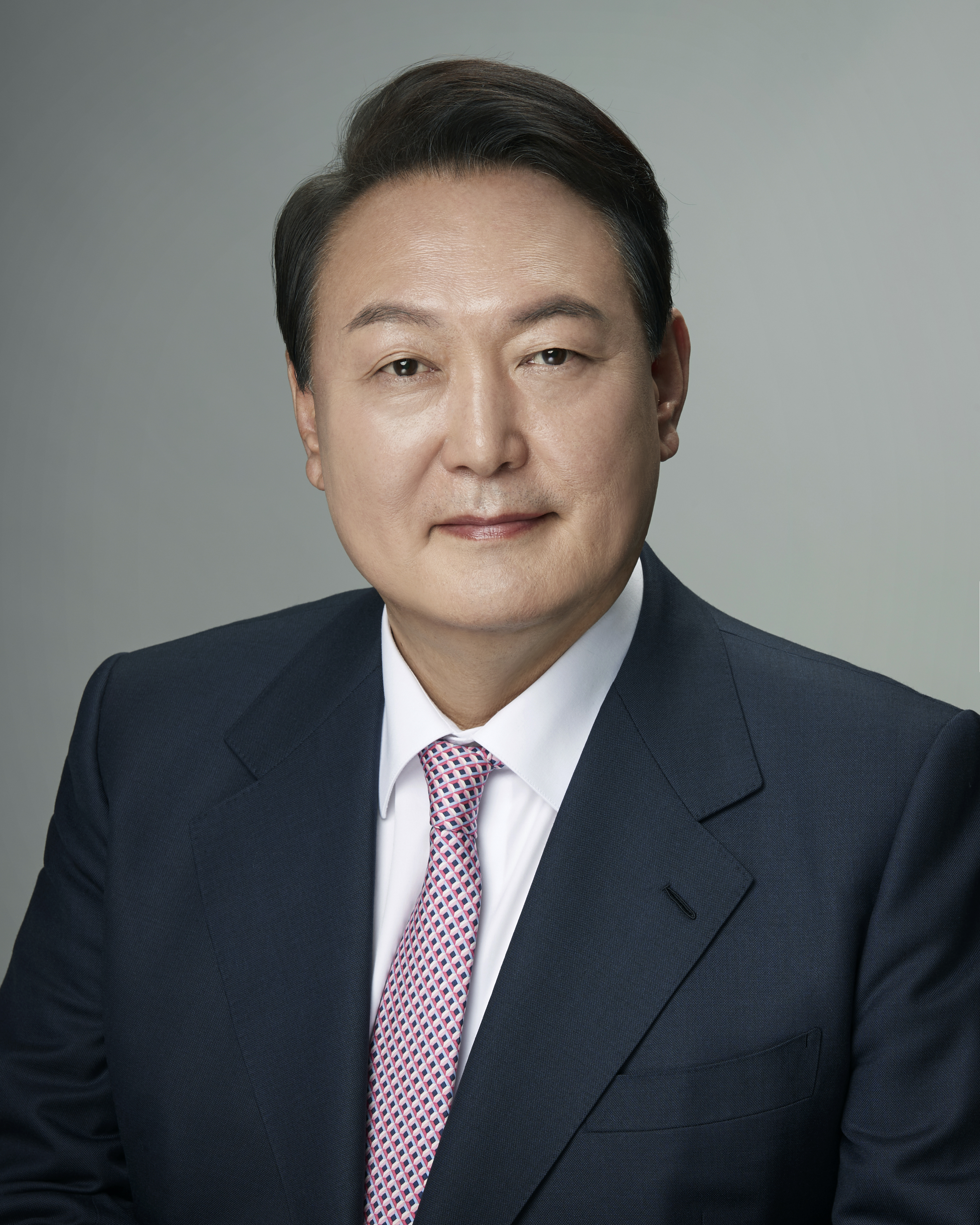
Il presidente Yoon Suk-yeol nel 2022

Yoon Suk-yeol, membro del partito conservatore Partito del Potere Popolare ed ex procuratore generale, ha assunto la carica di Presidente della Corea del Sud dopo la sua vittoria alle elezioni presidenziali del 2022. La sua amministrazione ha avuto bassi indici di gradimento e ha fatto fatica a realizzare il suo programma perché l'Assemblea nazionale era controllata dal Partito Democratico dell'opposizione. Nelle elezioni legislative dell’aprile 2024, l’opposizione ha mantenuto la sua presa ma non aveva ancora il numero (200 su 300) per mettere sotto accusa il presidente.
Yoon ha boicottato l'apertura dell'Assemblea nazionale, nonostante sia consuetudine che il presidente tenga un discorso durante l'evento. Yoon si è anche opposto alle indagini sugli scandali che coinvolgono sua moglie Kim Keon-hee e alti funzionari. Il parlamento controllato dall'opposizione si era mosso per mettere sotto accusa il presidente del Board of Audit and Inspection Choe Jae-hae e tre procuratori coinvolti in due scandali che coinvolgevano Kim il 2 dicembre 2024, e aveva respinto la proposta di bilancio avanzata del governo.
Questa è stata la prima volta che la legge marziale è stata dichiarata in Corea del Sud dopo il colpo di stato militare del 1979 dopo l'assassinio del dittatore Park Chung Hee, e la prima dopo la democratizzazione del 1987. Questa è la 17a dichiarazione di legge marziale dalla formazione del governo nel 1948. I membri dell'Assemblea nazionale non godono dell'immunità parlamentare da procedimenti giudiziari e possono essere arrestati se sorpresi a commettere un crimine. Quando si dichiara la legge marziale, il presidente deve darne immediata notifica all'Assemblea nazionale. La legge marziale può essere annullata con voto a maggioranza dell'Assemblea nazionale.

## Eventi

### Dichiarazione della legge marziale
Il 3 dicembre 2024 alle 22:22 KST, il presidente Yoon Suk-yeol ha dichiarato la legge marziale. In un discorso trasmesso in televisione a livello nazionale, Yoon ha accusato l'opposizione di "tentare di rovesciare la libera democrazia" mettendo sotto accusa i membri del suo gabinetto e bloccando i suoi piani di bilancio. Ha anche chiesto ai cittadini di credere in lui e di tollerare "alcuni inconvenienti". Era la prima volta che la legge marziale veniva dichiarata in Corea del Sud dal 1979, durante la dittatura militare di Chun Doo-hwan.
Secondo l'agenzia di stampa Yonhap, il ministro della Difesa Shin Won-sik ha ordinato un incontro con il presidente dello Stato maggiore congiunto Kim Myung-soo. Yoon nominò Park An-su come suo comandante della legge marziale.
In seguito alla dichiarazione, il governo ha affermato che le attività negli istituti scolastici e nelle infrastrutture di trasporto continueranno a funzionare normalmente.

### Decreto
Il 3 dicembre 2024 alle 23:00 KST, Park An-su del Comando della legge marziale ha emesso il decreto sulla legge marziale.
Dopo gli annunci, i militari sono entrati nell'edificio dell'Assemblea nazionale e hanno tentato di entrare nella sala principale, dove si svolgono le votazioni. In risposta, i funzionari del partito li hanno colpiti con degli estintori e sono riusciti a bloccare l'ingresso. Alcuni soldati tentarono di entrare dal quarto piano, ma vennero fermati dagli impiegati. Almeno tre elicotteri sono atterrati sul luogo dell'incontro mentre altri due sono stati visti librarsi sopra. Si sono verificati degli scontri presso il cancello principale del complesso di assemblea tra le forze di sicurezza e i civili. Il comando della legge marziale ordinò anche lo sfratto del corpo stampa dell'ufficio presidenziale dal suo edificio a Seul.

### Annullamento della legge marziale da parte dell'Assemblea nazionale
Tutti i principali partiti, compreso il PPP al governo, di cui fa parte il presidente Yoon, si sono opposti alla mossa. Il leader del PPP Han Dong-hoon ha detto: "La dichiarazione di legge marziale del presidente è sbagliata. La fermeremo insieme al popolo". Il sindaco di Seul, Oh Se-hoon, che è anche un membro del PPP, ha anche detto di opporsi alla dichiarazione di Yoon. Lee Jae-myung, il leader del Partito Democratico di opposizione, ha esortato i cittadini a radunarsi presso l'Assemblea Nazionale e ha dichiarato che Yoon "non è più il presidente della Corea del Sud"; Lee è stato filmato mentre saltava oltre le recinzioni dell'edificio dell'Assemblea per entrare, dopo che i soldati lo avevano bloccato. Anche il leader del partito di ricostruzione della Corea, Cho Kuk, ha definito "illegale" la dichiarazione di legge marziale e ha affermato che soddisfa le condizioni per l'impeachment di Yoon e del ministro della difesa Kim Yong-hyun.
I manifestanti si sono scontrati con la polizia fuori dall'Assemblea nazionale. Il presidente dell'Assemblea nazionale Woo Won-shik ha invitato tutti i legislatori a riunirsi presso l'Assemblea nazionale. La sezione di Incheon del Partito Democratico ha criticato la mossa, definendola l'inizio di un'"era di dittatura di Yoon". I legislatori hanno aggirato le barricate della polizia per entrare nell'Assemblea nazionale. Lee Seong-yoon del Partito Democratico ha riferito di aver scalato un 1.5 metri di recinzione per ottenere l'accesso.
Il 4 dicembre 2024, verso l'1 di notte KST, l'Assemblea nazionale, con 190 legislatori presenti su un totale di 300, ha votato all'unanimità per revocare la legge marziale. Secondo l'articolo 77 della Costituzione della Repubblica di Corea, il presidente deve conformarsi alla decisione dell'Assemblea nazionale di revocare la legge marziale. Tuttavia, la dichiarazione di legge marziale ha vietato “tutte le attività politiche”, comprese le attività dei partiti politici e le manifestazioni dei cittadini, e le attività sindacali, quindi il voto non è legittimo agli occhi dell’esercito o di Yoon.
Dopo il voto, il presidente Woo Won-shik ha chiesto ai militari di lasciare l'Assemblea nazionale, mentre Lee Jae-myung ha affermato che il Partito Democratico sarebbe rimasto nell'Assemblea nazionale fino a quando il presidente non avesse revocato la legge marziale.
Dopo il voto, alcuni soldati che erano di stanza all'Assemblea nazionale furono visti andarsene. Altri cominciarono a respingere la folla di manifestanti che si era radunata lì, che contava circa 2000 persone. I manifestanti hanno anche iniziato a chiedere l'arresto di Yoon. Lee Jae-myung ha affermato che i membri delle forze di sicurezza che hanno continuato a seguire gli ordini di legge marziale di Yoon stavano commettendo "un atto illegale".
Nonostante la risoluzione dell'Assemblea nazionale di porre fine alla legge marziale, l'esercito ha dichiarato che essa sarebbe rimasta in vigore fino a quando non fosse stata revocata dal presidente.

### Conseguenze economiche
Dopo l'annuncio, il valore del won sudcoreano è sceso a 1 423 won per dollaro, il valore più basso in 25 mesi. L'iShares MSCI South Korea ETF è diminuito del 5%. Il Franklin FTSE South Korea ETF è sceso del 4,4% e il Matthews Korea Active ETF è sceso del 4,5%. Reuters ha riferito che: "Un funzionario della banca centrale ha detto che stava preparando misure per stabilizzare il mercato se necessario. Il ministro delle finanze Choi Sang-mok ha convocato una riunione di emergenza tra i massimi funzionari economici."

### Revoca della legge marziale e impeachment del presidente
La legge marziale viene formalmente revocata il 4 dicembre alle 4:30 del mattino ora locale.
Il leader dell'Assemblea nazionale Choo Kyung-ho ha dichiarato di non essere a conoscenza del decreto e di averlo appreso solo dai notiziari. L'ispettore generale del Ministero della Giustizia, Ryu Hyuk, un ex procuratore nominato alla carica nel 2020, si è dimesso in segno di protesta dopo essere arrivato al palazzo del ministero per una riunione sulla legge marziale convocata dal ministro della Giustizia. Poco dopo che Yoon ha fatto marcia indietro e ha revocato la legge marziale, l'opposizione ha iniziato a prendere in considerazione l'impeachment di Yoon. Nelle prime ore del 4 dicembre, decine di collaboratori di Yoon si sono dimessi in massa in seguito alla dichiarazione di legge marziale e alla ritrattazione.
Lo stesso giorno, la Corte Suprema ha annunciato che avrebbe indagato se la dichiarazione della legge marziale da parte di Yoon fosse o meno illegale, dato che non aveva rispettato diverse disposizioni obbligatorie del meccanismo della legge marziale, come la notifica al gabinetto e al legislatore del suo utilizzo. La leadership del People Power Party ha discusso l'espulsione di Yoon dal partito durante una riunione. Il PPP ha anche chiesto la rimozione del ministro della Difesa Kim Yong-hyun dopo che è stato confermato che Kim aveva proposto a Yoon la dichiarazione della legge marziale. Il Partito Democratico ha poi confermato che il 5 dicembre avrebbe avviato una procedura di impeachment contro Yoon se quest'ultimo non si fosse dimesso. A mezzogiorno del 4 dicembre, il primo ministro di Yoon ha tenuto una riunione con gli altri collaboratori di Yoon e i leader del partito per discutere le conseguenze della dichiarazione della legge marziale.
Più tardi, il 4 dicembre, tutti i principali quotidiani della Corea del Sud hanno condannato all'unanimità Yoon e ne hanno chiesto l'arresto, affermando che la legge marziale era illegale e che si trattava di un tentativo di ripetere i brutali colpi di Stato degli anni Ottanta. Allo stesso tempo, anche diverse celebrità sudcoreane hanno condannato pesantemente Yoon. Intorno alle 14:40 del 4 dicembre, l'opposizione ha annunciato l'intenzione di presentare una mozione di impeachment per Yoon. Circa 190 membri dell'Assemblea nazionale, appartenenti a sei partiti di opposizione, hanno presentato una mozione di impeachment, con l'intento di discuterla in Assemblea il giorno successivo e di votarla il 6 o il 7 dicembre. Dopo aver chiesto in precedenza uno sciopero generale fino alla revoca della legge marziale e all'impeachment di Yoon, il governo ha deciso di non fare nulla, la Confederazione coreana dei sindacati ha indetto uno sciopero generale a tempo indeterminato fino alle dimissioni di Yoon.
Il 7 dicembre, Yoon si è scusato per aver dichiarato la legge marziale, descrivendola come una "decisione disperata presa da me, il presidente, come autorità finale responsabile degli affari di Stato" e affermando che non si sarebbe ripetuta. Si è inoltre impegnato a delegare le sue funzioni politiche al PPP. Più tardi, il giorno stesso, il voto di impeachment è fallito dopo che solo 195 deputati presenti sui 200 necessari per l'impeachment hanno partecipato al boicottaggio da parte di tutti i parlamentari del PPP tranne tre. Dopo il voto, Han Dong-hoon ha dichiarato che il PPP continuerà a "spingere per un ritiro ordinato del presidente per ridurre al minimo il caos".

### Richiesta di impeachment e arresto di Yoon Suk-yeol
Il 14 gennaio 2025, la Corte costituzionale della Corea del Sud ha tenuto la prima udienza per stabilire se Yoon sarà formalmente rimosso dall'incarico. L'udienza è stata aggiornata perché non si poteva procedere senza la presenza di Yoon.
La mattina del 15 gennaio 2025, Yoon è stato arrestato nella sua residenza dove si trovava dal momento dell'impeachment. La polizia ha usato taglierini e scale per entrare nella residenza di Yoon, al fine di aggirare le barricate e le fortificazioni di filo spinato. Dopo l'arresto, Yoon è stato portato all'Ufficio investigativo sulla corruzione (CIO), dove ha acconsentito a un interrogatorio. Yoon è stato il primo presidente in carica del Paese a essere arrestato.
Il 18 gennaio, i sostenitori di Yoon si sono scontrati con la polizia all'esterno del tribunale del distretto occidentale di Seoul, prima di prendere d'assalto il palazzo di giustizia dopo la proroga della sua detenzione.
Il 21 gennaio, Yoon ha partecipato per la prima volta al processo di impeachment, durante il quale ha negato di aver ordinato ai soldati di interferire con i lavori dell'Assemblea nazionale contro la dichiarazione della legge marziale.
Il 23 gennaio, il CIO ha raccomandato di accusare Yoon di "guidare un'insurrezione e abusare del potere". È stato incriminato per queste accuse il 26 gennaio. Il suo caso è stato assegnato dal Tribunale centrale di Seoul alla divisione collegiale penale 25, che si occupa anche delle accuse penali legate alla legge marziale contro Kim Yong-hyun, Cho Ji-ho e Kim Bong-sik.
Il 4 febbraio, il team di difesa di Yoon ha chiesto al tribunale di annullare il suo arresto.

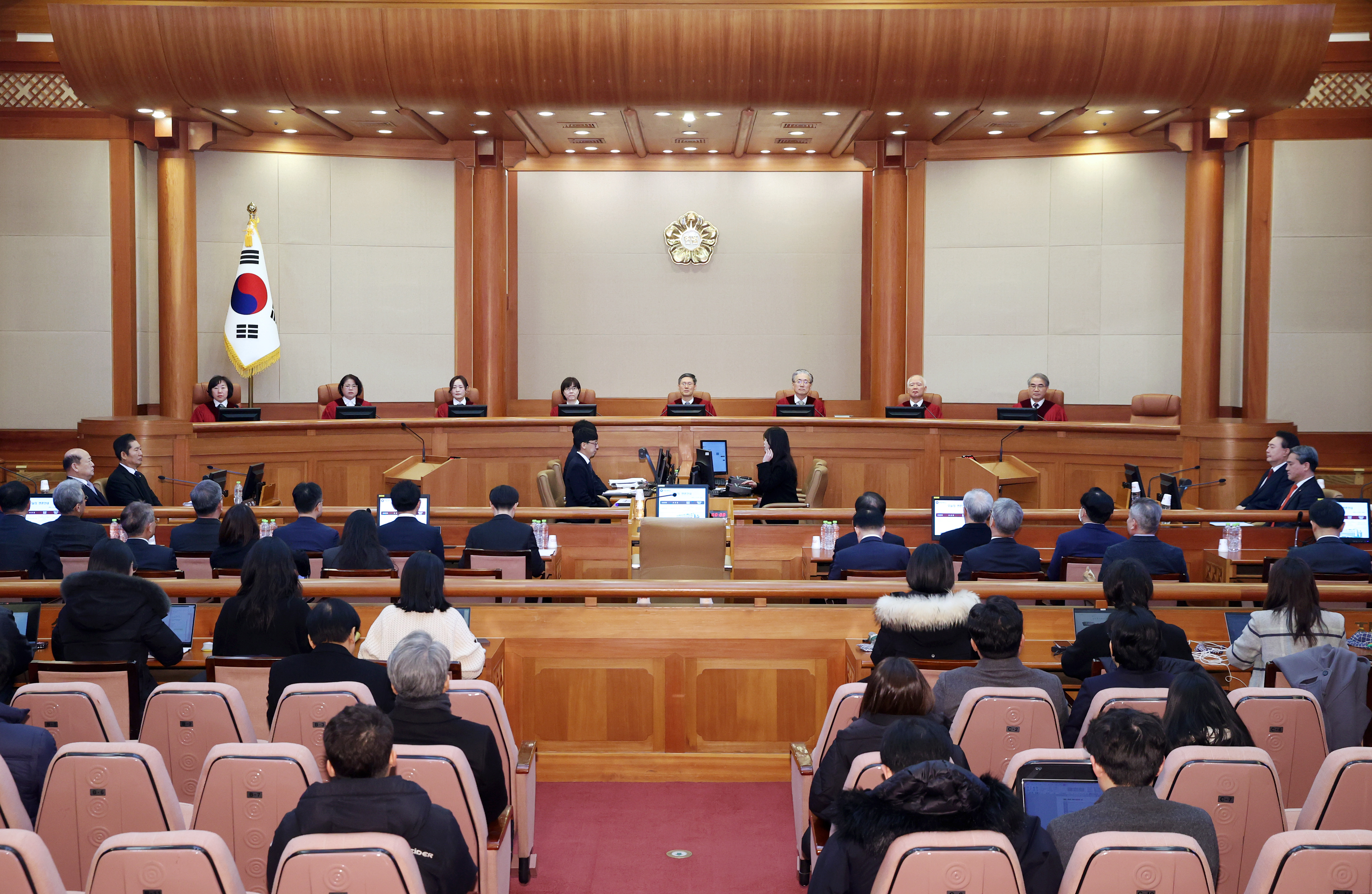
Yoon presente alla sesta udienza del processo di impeachment presso la Corte costituzionale il 7 febbraio 2025

Il 20 febbraio, il tribunale centrale di Seoul (tribunale penale ordinario) ha tenuto la prima udienza preparatoria sul caso di Yoon, durata solo 13 minuti. L'edificio del tribunale era circondato da un'intensa sicurezza, a seguito della rivolta del tribunale del distretto occidentale di Seoul.
Nel pomeriggio dello stesso giorno, durante l'udienza della Corte Costituzionale, l'avvocato di Yoon, Kim Hong-il, ha condannato l'arresto contro Yoon, affermando che la dichiarazione della legge marziale non era "intesa a paralizzare lo Stato" e che aveva lo scopo di "allertare l'opinione pubblica sulla crisi nazionale causata dalla dittatura legislativa del partito di opposizione dominante". Il capo della corte, Moon Hyung-bae, ha dichiarato che la prossima udienza si terrà il 25 febbraio, mentre un'altra è prevista per il 24 marzo.
Anche Han Duck-soo ha avuto un'udienza in tribunale lo stesso giorno. "Sono profondamente addolorato per la disperazione che ogni singolo cittadino ha provato a causa di una politica così estrema che ha avuto luogo prima, durante e dopo la legge marziale d'emergenza", ha dichiarato Han in tribunale. "Tutte le procedure relative alla legge marziale d'emergenza devono essere portate avanti in modo equo e ragionevole, in modo che non ci siano ulteriori scintille nella divisione nazionale".
Il 20 febbraio è iniziato il processo penale di Yoon, che diventa così il primo presidente in carica della Corea del Sud ad essere processato in un procedimento penale.
Il 21 febbraio, Kim Yong-hyun ha presentato una richiesta di sospensione dell'esecuzione per protestare contro l'invio da parte dell'accusa degli atti dell'inchiesta alla Corte costituzionale, ma la richiesta è stata respinta dal tribunale.
Il 25 febbraio, Yoon ha presentato le sue scuse nell'ultimo giorno del processo di impeachment, ma ha continuato a difendere le sue azioni. Il processo si è concluso con un totale di 11 udienze tenute in 73 giorni e 16 persone che hanno deposto come testimoni.
Lo stesso giorno, Lee Kwang-beom, uno degli avvocati del Parlamento, ha paragonato Yoon ai precedenti presidenti sudcoreani, tra cui Park Chung Hee e Chun Doo-hwan. Lee ha affermato che la dichiarazione della legge marziale da parte di Yoon è una "dittatura". Yoon ha dichiarato di non aver mai avuto l'intenzione di imporre la legge marziale, ma di aver voluto "mettere in guardia la nazione dall'abuso della maggioranza parlamentare da parte del Partito Democratico all'opposizione". Ha anche negato di aver agito per interessi personali, dicendo che sarebbe stato "più facile aspettare il resto del suo mandato".
Il 9 marzo, Kim Yong-hyun ha criticato gli studenti della Ewha Womans University favorevoli all'impeachment di Yoon in una lettera scritta nella sua cella, definendoli "un gruppo di malvagi".

#### Rilascio dall'arresto
Yoon è stato rilasciato dal centro di detenzione di Seul l'8 marzo, dopo che il procuratore generale ha scelto di non appellarsi alle ordinanze del tribunale che annullavano la sua detenzione. Il DPK ha successivamente rimproverato il procuratore come "uno degli scagnozzi di Yoon". Il partito ha poi chiesto le dimissioni del procuratore generale Shim Woo-jung per aver rinunciato al diritto di appellare la decisione del tribunale distrettuale a una corte superiore, definendo la decisione una "inaccettabile dimostrazione di clemenza". Tuttavia, la richiesta è stata successivamente respinta.

#### Verdetto di impeachment

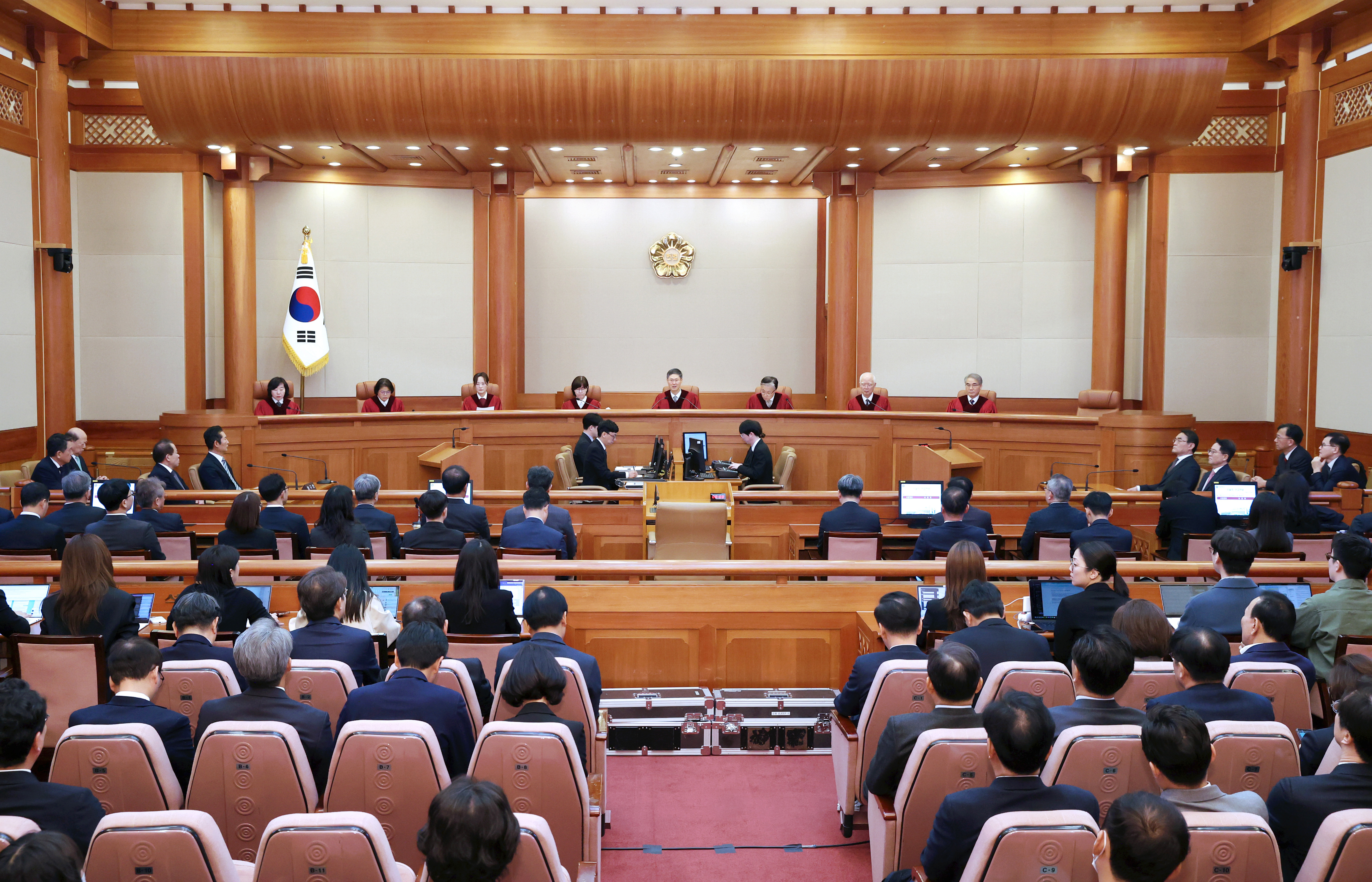
Il presidente della Corte costituzionale Moon Hyung-bae legge il verdetto che conferma l'impeachment e la rimozione di Yoon dalla carica, 4 aprile 2025.

Il 4 aprile, la Corte costituzionale si è riunita per annunciare il verdetto di impeachment. In un verdetto televisivo letto dal giudice capo ad interim Moon Hyung-bae, i giudici hanno deciso all'unanimità, con una decisione di 8-0, di rimuovere Yoon dall'incarico, citando il suo tradimento della fiducia pubblica e le gravi violazioni della legge che non hanno protetto la Costituzione. La Corte ha rimosso Yoon dall'incarico sulla base delle seguenti violazioni durante la legge marziale del 3-4 dicembre.

## Reazioni internazionali
Diversi Paesi hanno emesso avvisi di prudenza per i loro cittadini in Corea del Sud, consigliando loro di essere vigili e di evitare le manifestazioni pubbliche.
- Australia: Una fonte governativa australiana ha dichiarato all'Australian Broadcasting Corporation che i funzionari australiani a Canberra e Seul stanno monitorando gli eventi "molto da vicino". Essi concordano anche sul fatto che se ci fosse una regressione democratica in Corea del Sud, sarebbe una "grande preoccupazione" per l'Australia.[84]
- Cina: L'ambasciata cinese in Corea del Sud ha detto ai suoi cittadini nel Paese "di rimanere calmi e di prestare attenzione ai cambiamenti politici". Ha chiesto loro di "rafforzare la consapevolezza della sicurezza, ridurre le uscite non necessarie ed esprimere opinioni politiche con cautela".[85]
- Francia: Il Ministero degli Esteri ha emesso un'allerta di viaggio per la regione.[86] L'Ambasciata di Francia in Corea del Sud, in una nota di emergenza, ha dichiarato che sta monitorando attentamente gli sviluppi dopo l'annuncio della legge marziale. Ha esortato i cittadini francesi ad attenersi alle indicazioni delle autorità locali e ad evitare di partecipare a manifestazioni politiche.[87]
- Germania: Il Ministero degli Esteri federale ha dichiarato: "Stiamo seguendo da vicino e con grande preoccupazione gli sviluppi in Corea del Sud. La democrazia deve prevalere".[88]
- Indonesia: L'ambasciata indonesiana in Corea del Sud ha pubblicato un avviso su un post di Instagram, istruendo i cittadini indonesiani in Corea del Sud, in particolare a Seul, a mantenere la calma, a rimanere vigili e a monitorare la situazione in corso, nonché ad evitare luoghi pubblici, manifestazioni e uffici del governo sudcoreano a Seul.[89]
- Irlanda: L'ambasciata irlandese in Corea del Sud ha emesso un avviso di viaggio in cui si afferma che sta monitorando la situazione e invita i cittadini irlandesi a seguire fonti mediatiche affidabili e ad evitare le manifestazioni pubbliche.[90]
- Italia: Il Ministro degli Affari Esteri Antonio Tajani ha dichiarato "La Corea del Sud è un Paese nostro alleato e si muove in una cornice complicata nella regione indopacifica, con una Corea del Nord sempre più aggressiva: abbiamo mandato messaggi politici chiari a Pyongyang di non tentare minimamente di approfittarsi di una situazione di conflitto politico all'interno del Parlamento sudcoreano".[91]
- Giappone: Il Ministero degli Affari Esteri ha consigliato ai suoi cittadini in Corea del Sud di rimanere in allerta, notando che i dettagli delle misure di legge marziale non sono ancora chiari e invitandoli a seguire i futuri aggiornamenti.[92]
- Paesi Bassi: Il Ministero degli Affari Esteri ha dichiarato che non c'è "alcun pericolo diretto" per i cittadini olandesi in Corea del Sud, ma ha raccomandato di seguire i servizi di informazione del governo olandese.[93] Si consiglia di stare lontani dalle proteste.[94]
- Nuova Zelanda: Il ministro degli Esteri Winston Peters ha scritto su Twitter: "La Nuova Zelanda è preoccupata per la rapida evoluzione degli sviluppi nella Repubblica di Corea. La Nuova Zelanda confida in una risoluzione democratica e pacifica".[95]
- Filippine: Il Dipartimento degli Affari Esteri ha esortato i filippini nel paese a mantenere la calma e a prestare attenzione agli avvisi locali.[96]
- Russia: Il segretario di stampa del Cremlino, Dmitry Peskov, ha dichiarato che la situazione è "preoccupante" e che viene monitorata.[97]
- Singapore: L'ambasciata di Singapore in Corea del Sud ha pubblicato un post su Facebook in cui invita i singaporiani presenti nel Paese a "mantenere la calma e monitorare le notizie". L'ambasciata ha anche osservato che la dichiarazione di legge marziale "non sembra essere legata ad alcuna incursione militare".[98]
- Taiwan: L'Ufficio presidenziale e lo Yuan esecutivo hanno dichiarato che il presidente Lai Ching-te ha dato istruzioni di continuare a vigilare sui potenziali sviluppi per garantire una risposta efficace.[99][100] Il Democratic Progressive Party Legislative Caucus ha pubblicato un articolo su Threads, sostenendo che la legge marziale serve a proteggere la libera democrazia costituzionale in Corea del Sud e criticando i partiti di opposizione a Taiwan per aver bloccato le proposte sulla sicurezza nazionale.[101] Anche se il post è stato cancellato poco dopo, ha scatenato le critiche dei principali partiti di opposizione, tra cui il Kuomintang e il Partito Popolare di Taiwan.[101][102]
- Turchia: Il Ministero degli Affari Esteri ha annunciato che sta monitorando attentamente i recenti sviluppi in Corea del Sud. Il Ministero ha esortato i cittadini turchi a prestare attenzione, a evitare le aree affollate e ad attenersi alle indicazioni delle autorità locali.[103]
- Regno Unito: L'Ufficio per gli Affari Esteri, il Commonwealth e lo Sviluppo ha emesso un avviso di viaggio per la regione.[86] L'ambasciata britannica in Corea del Sud, in una nota di emergenza, ha dichiarato che sta monitorando attentamente gli sviluppi dopo l'annuncio della legge marziale. Ha esortato i cittadini britannici ad attenersi alle indicazioni delle autorità locali e ad evitare di partecipare a manifestazioni politiche.[104]
- Stati Uniti: Il Consiglio di sicurezza nazionale degli Stati Uniti ha dichiarato di monitorare attentamente la situazione.[105] La Casa Bianca e il Dipartimento di Stato affermano di non essere stati informati in anticipo dell'intenzione di Yoon di dichiarare la legge marziale.[106] Il portavoce del Dipartimento di Stato Vedant Patel ha espresso "grave preoccupazione" per gli sviluppi in corso, ribadendo l'alleanza "ferrea" degli Stati Uniti con la Corea del Sud.[107]